# Termodinàmica del no equilibri

Principi de funcionament del motor tèrmic de Carnot.

La termodinàmica de no equilibri és una branca de la termodinàmica que tracta de sistemes físics que no estan en equilibri termodinàmic però que es poden descriure en termes de magnituds macroscòpiques (variables d'estat de no equilibri) que representen una extrapolació de les variables utilitzades per especificar el sistema en termodinàmica. equilibri. La termodinàmica de no equilibri s'ocupa dels processos de transport i de les velocitats de les reaccions químiques.
Gairebé tots els sistemes que es troben a la natura no estan en equilibri termodinàmic, ja que estan canviant o es poden activar per canviar amb el temps, i estan subjectes contínuament i discontínuament al flux de matèria i energia cap a i des d'altres sistemes i a reaccions químiques. No obstant això, es pot considerar que molts sistemes i processos estan en equilibri localment, permetent així la descripció mitjançant la termodinàmica d'equilibri coneguda actualment. No obstant això, alguns sistemes i processos naturals queden fora de l'abast dels mètodes termodinàmics d'equilibri a causa de l'existència de dinàmiques no variacionals, on es perd el concepte d'energia lliure.
L'estudi termodinàmic de sistemes sense equilibri requereix conceptes més generals dels que tracta la termodinàmica d'equilibri. Una diferència fonamental entre la termodinàmica d'equilibri i la termodinàmica de no equilibri rau en el comportament dels sistemes no homogenis, que requereixen per al seu estudi coneixements de velocitats de reacció que no es consideren en la termodinàmica d'equilibri de sistemes homogenis. Això es discuteix a continuació. Una altra diferència fonamental i molt important és la dificultat de definir l'entropia en un instant de temps en termes macroscòpics per a sistemes no en equilibri termodinàmic. Tanmateix, es pot fer localment, i l'entropia macroscòpica vindrà donada per la integral de la densitat d'entropia definida localment. S'ha trobat que molts sistemes lluny de l'equilibri global encara obeeixen el concepte d'equilibri local.

Paisatges energètics potencials de sistemes no equilibrats que mostren Basat en la figura de Mattia i Otto a l'article

## Àmbit

### Diferència entre termodinàmica en equilibri i no equilibri
Una diferència profunda separa l'equilibri de la termodinàmica sense equilibri. La termodinàmica d'equilibri ignora els cursos temporals dels processos físics. En canvi, la termodinàmica sense equilibri intenta descriure els seus cursos de temps amb un detall continu.
La termodinàmica d'equilibri restringeix les seves consideracions als processos que tenen estats inicial i final d'equilibri termodinàmic; els cursos temporals dels processos s'ignoren deliberadament. La termodinàmica de no equilibri, en canvi, intenta descriure cursos de temps continus, necessita que les seves variables d'estat tinguin una connexió molt estreta amb les de la termodinàmica d'equilibri. Aquest problema conceptual es supera sota el supòsit de l'equilibri local, que implica que les relacions que es mantenen entre les variables d'estat macroscòpiques en equilibri es mantenen localment, també fora de l'equilibri. Al llarg de les últimes dècades, s'ha provat l'assumpció de l'equilibri local, i s'ha trobat que es manté, en condicions cada cop més extremes, com en el front de xoc d'explosions violentes, en superfícies de reacció i sota gradients tèrmics extrems.
Així, la termodinàmica no en equilibri proporciona un marc coherent per modelar no només els estats inicial i final d'un sistema, sinó també l'evolució del sistema en el temps. Juntament amb el concepte de producció d'entropia, això proporciona una potent eina en l'optimització de processos i proporciona una base teòrica per a l'anàlisi d'exergia.

## Visió general
Alguns conceptes d'importància particular per a la termodinàmica no en equilibri inclouen la taxa de temps de dissipació d'energia (Rayleigh 1873, Onsager 1931, també), la taxa de temps de producció d'entropia (Onsager 1931), camps termodinàmics, estructura dissipativa, i estructura dinàmica no lineal.
Un problema d'interès és l'estudi termodinàmic dels estats estacionaris sense equilibri, en què la producció d'entropia i alguns fluxos són diferents de zero, però no hi ha variació temporal de les variables físiques.
Una aproximació inicial a la termodinàmica sense equilibri de vegades s'anomena "termodinàmica irreversible clàssica". Hi ha altres aproximacions a la termodinàmica sense equilibri, per exemple la termodinàmica irreversible estesa,  i la termodinàmica generalitzada, però amb prou feines es toquen en el present article.

## Aplicacions
La termodinàmica de no equilibri s'ha aplicat amb èxit per descriure processos biològics com el plegament/desplegament de proteïnes i el transport a través de membranes. També s'utilitza per donar una descripció de la dinàmica de les nanopartícules, que poden estar fora d'equilibri en sistemes on intervenen la catàlisi i la conversió electroquímica. A més, s'han adaptat idees de la termodinàmica de no equilibri i la teoria informàtica de l'entropia per descriure sistemes econòmics generals.